# Operation Phoenix
Operation Phoenix è il quarto album di studio del gruppo hardcore punk statunitense Good Riddance, pubblicato nel 1999 dalla Fat Wreck Chords.

## Tracce
Tutte le tracce di Rankin tranne dove indicato
1. Shadows of Defeat - 2:13
2. Blueliner - 1:38
3. The Hardest Part - 1:44
4. Eighteen Seconds - 0:31
5. Heresy, Hypocrisy, and Revenge (Luke Pabich, Rankin) - 2:22
6. Self-Fulfilling Catastrophe - 2:07
7. Article IV - 3:00
8. Indoctrination - 1:10
9. Shit-Talking Capitalists - 1:26
10. Letters Home - 2:22
11. 30 Day Wonder (Pabich, Rankin) - 1:52
12. Dear Cammi - 1:04
13. Yesterday Died - Tomorrow Won't Be Born - 1:38
14. Winning the Hearts And Minds - 2:19
15. A Time and a Place - 1:50
16. Second Coming (Battalion Of Saints) - 1:26
17. After the Nightmare (Pabich, Rankin) - 10:50

## Formazione
- Russ Rankin – voce
- Luke Pabich – chitarra
- Chuck Platt – basso
- Sean Sellers – batteria